# Liste des cantons de la Haute-Garonne

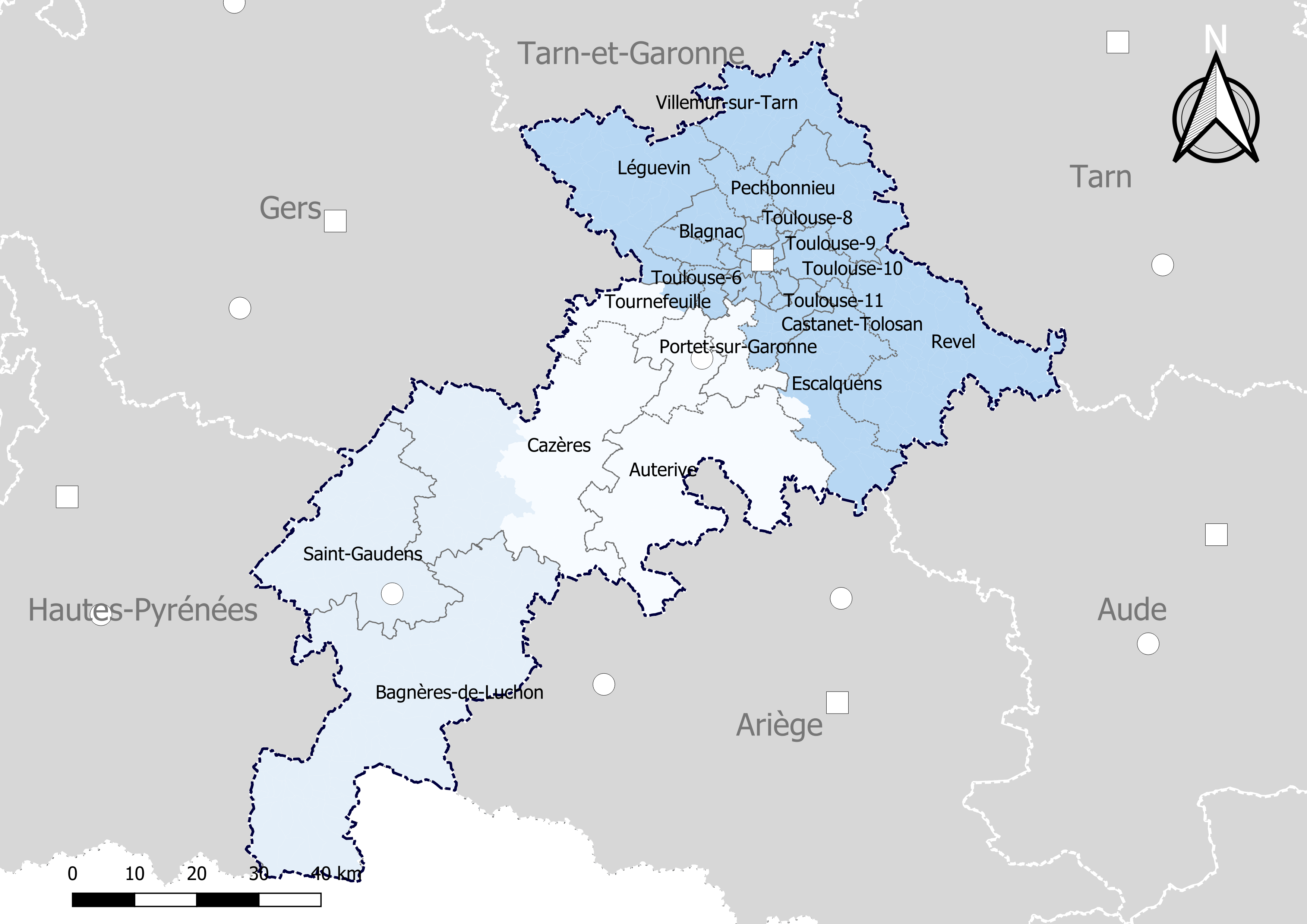
Découpage cantonal du département de la Haute-Garonne, avec en surimpression les arrondissements (en nuances de bleu) - Carte arrêtée au 1er janvier 2019.

Le département français de la Haute-Garonne compte 27 cantons à la suite du redécoupage cantonal de 2014. Auparavant ce nombre était de 53 depuis 1997.

## Histoire

### Découpage cantonal antérieur à 2015
Liste des 53 cantons de la Haute-Garonne, par arrondissement :
| Arrondissement de Muret (11 cantons)         | Canton d'Auterive - Canton de Carbonne - Canton de Cazères - Canton de Cintegabelle - Canton du Fousseret - Canton de Montesquieu-Volvestre - Canton de Muret - Canton de Portet-sur-Garonne - Canton de Rieumes - Canton de Rieux-Volvestre - Canton de Saint-Lys |
| Arrondissement de Saint-Gaudens (11 cantons) | Canton d'Aspet - Canton d'Aurignac - Canton de Bagnères-de-Luchon - Canton de Barbazan - Canton de Boulogne-sur-Gesse - Canton de L'Isle-en-Dodon - Canton de Montréjeau - Canton de Saint-Béat - Canton de Saint-Gaudens - Canton de Saint-Martory - Canton de Salies-du-Salat |
| Arrondissement de Toulouse (31 cantons)      | Canton de Blagnac - Canton de Cadours - Canton de Caraman - Canton de Castanet-Tolosan - Canton de Fronton - Canton de Grenade - Canton de Lanta - Canton de Léguevin - Canton de Montastruc-la-Conseillère - Canton de Montgiscard - Canton de Nailloux - Canton de Revel - Canton de Toulouse-1 - Canton de Toulouse-2 - Canton de Toulouse-3 - Canton de Toulouse-4 - Canton de Toulouse-5 - Canton de Toulouse-6 - Canton de Toulouse-7 - Canton de Toulouse-8 - Canton de Toulouse-9 - Canton de Toulouse-10 - Canton de Toulouse-11 - Canton de Toulouse-12 - Canton de Toulouse-13 - Canton de Toulouse-14 - Canton de Toulouse-15 - Canton de Tournefeuille - Canton de Verfeil - Canton de Villefranche-de-Lauragais - Canton de Villemur-sur-Tarn |

### Redécoupage cantonal de 2014
Dans la poursuite de la réforme territoriale engagée en 2010, l'Assemblée nationale adopte définitivement le 17 avril 2013 la réforme du mode de scrutin pour les élections départementales destinée à garantir la parité hommes/femmes. Les lois (loi organique 2013-402 et loi 2013-403) sont promulguées le 17 mai 2013. Un nouveau découpage territorial est défini par décret du 13 février 2014 pour le département de la Haute-Garonne. Celui-ci entre en vigueur lors du premier renouvellement général des assemblées départementales suivant la publication du décret, soit en mars 2015. Les conseillers départementaux sont élus au scrutin majoritaire binominal mixte. Les électeurs de chaque canton éliront au Conseil départemental, nouvelle appellation des Conseils généraux, deux membres de sexe différent, qui se présenteront en binôme de candidats. Les conseillers départementaux seront élus pour 6 ans au scrutin binominal majoritaire à deux tours, l'accès au second tour nécessitant 12,5 % des inscrits au 1er tour. Cette règle ne s'applique pas aux 2 binômes arrivés en tête. En outre la totalité des conseillers départementaux est renouvelée.
Ce nouveau mode de scrutin nécessite un redécoupage des cantons dont le nombre est divisé par deux avec arrondi à l'unité impaire supérieure si ce nombre n'est pas entier impair et avec des conditions de seuils minimaux. Dans la Haute-Garonne le nombre de cantons passe ainsi de 53 à 27.
Les critères du remodelage cantonal sont les suivants : le territoire de chaque canton doit être défini sur des bases essentiellement démographiques, le territoire de chaque canton doit être continu et les communes de moins de 3 500 habitants sont entièrement comprises dans le même canton. Il n’est fait référence, ni aux limites des arrondissements, ni à celles des circonscriptions législatives.
Conformément à de multiples décisions du Conseil constitutionnel depuis 1985 et notamment sa décision no 2010-618 DC du 9 décembre 2010, il est admis que le principe d’égalité des électeurs au regard des critères démographiques est respecté lorsque le ratio conseiller/habitant de la circonscription est compris dans une fourchette de 20 % de part et d'autre du ratio moyen conseiller/habitant du département. Pour le département de la Haute-Garonne, la population de référence est la population légale en vigueur au 1er janvier 2013, à savoir la population millésimée 2010, soit 1 243 641 habitants. Avec 27 cantons la population moyenne par conseiller départemental est de 46 061 habitants. Ainsi la population de chaque nouveau canton doit-elle être comprise entre 36 849 habitants et 55 273 habitants pour respecter le principe de l'égalité citoyenne au vu des critères démographiques.

## Composition actuelle

### Composition détaillée
| N° | Nom du Canton      | Bureau centralisateur | Population       | Nombre de communes       | Communes composant le canton | Localisation dans le département |
| -- | ------------------ | --------------------- | ---------------- | ------------------------ | --- | -------------------------------- |
| 1  | Auterive           | Auterive              | 55 051 (2022)    | 47                       | Auribail, Auterive, Bax, Beaumont-sur-Lèze, Bois-de-la-Pierre, Canens, Capens, Carbonne, Castagnac, Caujac, Cintegabelle, Esperce, Gaillac-Toulza, Gensac-sur-Garonne, Goutevernisse, Gouzens, Grazac, Grépiac, Labruyère-Dorsa, Lacaugne, Lafitte-Vigordane, Lagrâce-Dieu, Lahitère, Lapeyrère, Latour, Latrape, Lavelanet-de-Comminges, Longages, Mailholas, Marliac, Marquefave, Massabrac, Mauressac, Mauzac, Miremont, Montaut, Montbrun-Bocage, Montesquieu-Volvestre, Montgazin, Noé, Peyssies, Puydaniel, Rieux-Volvestre, Saint-Christaud, Saint-Julien-sur-Garonne, Saint-Sulpice-sur-Lèze, Salles-sur-Garonne. |                                  |
| 2  | Bagnères-de-Luchon | Bagnères-de-Luchon    | 33 186 (2022)    | 131                      | Antichan-de-Frontignes, Antignac, Arbas, Arbon, Ardiège, Arguenos, Argut-Dessous, Arlos, Arnaud-Guilhem, Artigue, Aspet, Ausseing, Auzas, Bachos, Bagiry, Bagnères-de-Luchon, Barbazan, Baren, Beauchalot, Belbèze-en-Comminges, Benque-Dessous-et-Dessus, Bezins-Garraux, Billière, Binos, Bourg-d'Oueil, Boutx, Burgalays, Cabanac-Cazaux, Cassagne, Castagnède, Castelbiague, Castillon-de-Larboust, Castillon-de-Saint-Martory, Cathervielle, Caubous, Cazarilh-Laspènes, Cazaunous, Cazaux-Layrisse, Cazeaux-de-Larboust, Chaum, Chein-Dessus, Cier-de-Luchon, Cier-de-Rivière, Cierp-Gaud, Cirès, Couret, Encausse-les-Thermes, Escoulis, Estadens, Esténos, Eup, Figarol, Fos, Fougaron, Francazal, Le Fréchet, Fronsac, Frontignan-de-Comminges, Galié, Ganties, Garin, Génos, Gouaux-de-Larboust, Gouaux-de-Luchon, Gourdan-Polignan, Guran, Herran, His, Huos, Izaut-de-l'Hôtel, Jurvielle, Juzet-de-Luchon, Juzet-d'Izaut, Labroquère, Laffite-Toupière, Lège, Lestelle-de-Saint-Martory, Lourde, Luscan, Malvezie, Mancioux, Mane, Marignac, Marsoulas, Martres-de-Rivière, Mayrègne, Mazères-sur-Salat, Melles, Milhas, Moncaup, Mont-de-Galié, Montastruc-de-Salies, Montauban-de-Luchon, Montespan, Montgaillard-de-Salies, Montsaunès, Moustajon, Oô, Ore, Payssous, Pointis-de-Rivière, Portet-d'Aspet, Portet-de-Luchon, Poubeau, Proupiary, Razecueillé, Roquefort-sur-Garonne, Rouède, Saccourvielle, Saint-Aventin, Saint-Béat-Lez, Saint-Bertrand-de-Comminges, Saint-Mamet, Saint-Martory, Saint-Médard, Saint-Paul-d'Oueil, Saint-Pé-d'Ardet, Saleich, Salies-du-Salat, Salles-et-Pratviel, Sauveterre-de-Comminges, Seilhan, Sengouagnet, Sepx, Signac, Sode, Soueich, Touille, Trébons-de-Luchon, Urau, Valcabrère. |                                  |
| 3  | Blagnac            | Blagnac               | 61 114 (2022)    | 6                        | Aussonne, Beauzelle, Blagnac, Cornebarrieu, Mondonville, Seilh. |                                  |
| 4  | Castanet-Tolosan   | Castanet-Tolosan      | 50 807 (2022)    | 15                       | Aureville, Auzeville-Tolosane, Auzielle, Castanet-Tolosan, Clermont-le-Fort, Goyrans, Labège, Lacroix-Falgarde, Mervilla, Péchabou, Pechbusque, Rebigue, Saint-Orens-de-Gameville, Vieille-Toulouse, Vigoulet-Auzil. |                                  |
| 5  | Castelginest       | Castelginest          | 60 956 (2022)    | 10                       | Aucamville, Bruguières, Castelginest, Fenouillet, Fonbeauzard, Gagnac-sur-Garonne, Gratentour, Lespinasse, Saint-Alban, Saint-Jory. |                                  |
| 6  | Cazères            | Cazères               | 43 986 (2022)    | 91                       | Agassac, Alan, Ambax, Anan, Aulon, Aurignac, Bachas, Beaufort, Benque, Bérat, Boissède, Boussan, Boussens, Bouzin, Cambernard, Cassagnabère-Tournas, Castelgaillard, Castelnau-Picampeau, Casties-Labrande, Cazac, Cazeneuve-Montaut, Cazères, Coueilles, Couladère, Eoux, Esparron, Fabas, Forgues, Le Fousseret, Francon, Frontignan-Savès, Fustignac, Goudex, Gratens, L'Isle-en-Dodon, Labastide-Clermont, Labastide-Paumès, Lahage, Latoue, Lautignac, Lescuns, Lherm, Lilhac, Lussan-Adeilhac, Marignac-Lasclares, Marignac-Laspeyres, Martisserre, Martres-Tolosane, Mauran, Mauvezin, Mirambeau, Molas, Mondavezan, Monès, Montastruc-Savès, Montberaud, Montbernard, Montclar-de-Comminges, Montégut-Bourjac, Montesquieu-Guittaut, Montgras, Montoulieu-Saint-Bernard, Montoussin, Palaminy, Peyrissas, Peyrouzet, Le Pin-Murelet, Plagne, Plagnole, Le Plan, Polastron, Poucharramet, Pouy-de-Touges, Puymaurin, Rieumes, Riolas, Saint-André, Saint-Araille, Saint-Élix-le-Château, Saint-Élix-Séglan, Saint-Frajou, Saint-Laurent, Saint-Michel, Sajas, Sainte-Foy-de-Peyrolières, Salerm, Samouillan, Sana, Savères, Sénarens, Terrebasse. |                                  |
| 7  | Escalquens         | Escalquens            | 46 947 (2022)    | 35                       | Aignes, Aigrefeuille, Ayguesvives, Auragne, Baziège, Belberaud, Belbèze-de-Lauragais, Caignac, Calmont, Corronsac, Deyme, Donneville, Escalquens, Espanès, Fourquevaux, Gibel, Issus, Labastide-Beauvoir, Lauzerville, Mauvaisin, Monestrol, Montbrun-Lauragais, Montgeard, Montgiscard, Montlaur, Nailloux, Noueilles, Odars, Pompertuzat, Pouze, Préserville, Saint-Léon, Sainte-Foy-d'Aigrefeuille, Seyre, Varennes. |                                  |
| 8  | Léguevin           | Léguevin              | 58 715 (2022)    | 35                       | Bellegarde-Sainte-Marie, Bellesserre, Bretx, Brignemont, Le Burgaud, Cabanac-Séguenville, Cadours, Le Castéra, Caubiac, Cox, Daux, Drudas, Garac, Grenade, Le Grès, Lagraulet-Saint-Nicolas, Laréole, Lasserre-Pradère, Larra, Launac, Léguevin, Lévignac, Menville, Mérenvielle, Merville, Montaigut-sur-Save, Ondes, Pelleport, Puysségur, Saint-Cézert, Saint-Paul-sur-Save, Sainte-Livrade, La Salvetat-Saint-Gilles, Thil, Vignaux. |                                  |
| 9  | Muret              | Muret                 | 59 793 (2022)    | 9                        | Le Fauga, Frouzins, Labastidette, Lamasquère, Lavernose-Lacasse, Muret, Saint-Clar-de-Rivière, Saint-Hilaire, Seysses. |                                  |
| 10 | Pechbonnieu        | Pechbonnieu           | 45 298 (2022)    | 26                       | Azas, Bazus, Bonrepos-Riquet, Castelmaurou, Garidech, Gauré, Gémil, Gragnague, Labastide-Saint-Sernin, Lapeyrouse-Fossat, Lavalette, Montastruc-la-Conseillère, Montberon, Montjoire, Montpitol, Paulhac, Pechbonnieu, Roquesérière, Rouffiac-Tolosan, Saint-Geniès-Bellevue, Saint-Jean-Lherm, Saint-Loup-Cammas, Saint-Marcel-Paulel, Saint-Pierre, Verfeil, Villariès. |                                  |
| 11 | Plaisance-du-Touch | Plaisance-du-Touch    | 52 776 (2022)    | 10                       | Bonrepos-sur-Aussonnelle, Bragayrac, Empeaux, Fonsorbes, Fontenilles, Plaisance-du-Touch, Sabonnères, Saiguède, Saint-Lys, Saint-Thomas. |                                  |
| 12 | Portet-sur-Garonne | Portet-sur-Garonne    | 52 567 (2022)    | 12                       | Eaunes, Labarthe-sur-Lèze, Lagardelle-sur-Lèze, Pinsaguel, Pins-Justaret, Portet-sur-Garonne, Roques, Roquettes, Saubens, Venerque, Vernet, Villate. |                                  |
| 13 | Revel              | Revel                 | 42 552 (2022)    | 59                       | Albiac, Auriac-sur-Vendinelle, Aurin, Avignonet-Lauragais, Beauteville, Beauville, Bélesta-en-Lauragais, Bourg-Saint-Bernard, Le Cabanial, Cambiac, Caragoudes, Caraman, Cessales, Le Faget, Falga, Folcarde, Francarville, Gardouch, Juzes, Lagarde, Lanta, Loubens-Lauragais, Lux, Mascarville, Mauremont, Maurens, Maureville, Montclar-Lauragais, Montégut-Lauragais, Montesquieu-Lauragais, Montgaillard-Lauragais, Mourvilles-Basses, Mourvilles-Hautes, Nogaret, Prunet, Renneville, Revel, Rieumajou, Roumens, Saint-Félix-Lauragais, Saint-Germier, Saint-Julia, Saint-Pierre-de-Lages, Saint-Rome, Saint-Vincent, La Salvetat-Lauragais, Saussens, Ségreville, Tarabel, Toutens, Trébons-sur-la-Grasse, Vallègue, Vallesvilles, Vaudreuille, Vaux, Vendine, Vieillevigne, Villefranche-de-Lauragais, Villenouvelle. |                                  |
| 14 | Saint-Gaudens      | Saint-Gaudens         | 35 348 (2022)    | 61                       | Aspret-Sarrat, Ausson, Balesta, Blajan, Bordes-de-Rivière, Boudrac, Boulogne-sur-Gesse, Cardeilhac, Castéra-Vignoles, Cazaril-Tambourès, Charlas, Ciadoux, Clarac, Cuguron, Le Cuing, Escanecrabe, Estancarbon, Franquevielle, Gensac-de-Boulogne, Labarthe-Inard, Labarthe-Rivière, Lalouret-Laffiteau, Landorthe, Larcan, Larroque, Lécussan, Lespiteau, Lespugue, Lieoux, Lodes, Loudet, Miramont-de-Comminges, Mondilhan, Montgaillard-sur-Save, Montmaurin, Montréjeau, Nénigan, Nizan-Gesse, Péguilhan, Pointis-Inard, Ponlat-Taillebourg, Régades, Rieucazé, Saint-Ferréol-de-Comminges, Saint-Gaudens, Saint-Ignan, Saint-Lary-Boujean, Saint-Loup-en-Comminges, Saint-Marcet, Saint-Pé-Delbosc, Saint-Plancard, Saman, Sarrecave, Sarremezan, Saux-et-Pomarède, Savarthès, Sédeilhac, Les Tourreilles, Valentine, Villeneuve-de-Rivière, Villeneuve-Lécussan. |                                  |
| 15 | Toulouse-1         | Toulouse              | 62 682 (2022)    | Fraction de Toulouse     | Partie de la commune de Toulouse située à l'intérieur d'un périmètre défini par l'axe des voies et limites suivantes : depuis la limite territoriale de la commune de Tournefeuille, avenue de Lardenne, rocade A 620, avenue de Grande-Bretagne, avenue de Casselardit, rue des Fontaines, place du Ravelin, rue Marthe-Varsi, allées Charles-de-Fitte, cours de la Garonne, pont de la Croix-de-Pierre, boulevard Déodat-de-Séverac, ligne de chemin de fer de Saint-Agne à Auch, rue de la Faourette, rue Jean-Mermoz, rue Henri-Desbals, rocade A 620, route de Saint-Simon, avenue Louis-Bazerque, rue Alex-Coutet, route de Saint-Simon, avenue Maurice-Magre, avenue Gaspard-Coriolis, rue du Professeur-Gaston-Dupouy, chemin du Marin, chemin Reboul, chemin de Corneillan, chemin du Ramelet-Moundi, jusqu'à la limite territoriale de la commune de Tournefeuille. |                                  |

Liste des cantons
1- Auterive, 2- Bagnères-de-Luchon, 3- Blagnac, 4- Castanet-Tolosan, 5- Castelginest, 6- Cazères, 7- Escalquens, 8- Léguevin, 9- Muret, 10- Pechbonnieu, 11- Plaisance-du-Touch, 12- Portet-sur-Garonne, 13- Revel, 14- Saint-Gaudens, 15- Toulouse-1, 16- Toulouse-2, 17- Toulouse-3, 18- Toulouse-4, 19- Toulouse-5, 20- Toulouse-6, 21- Toulouse-7, 22- Toulouse-8, 23- Toulouse-9,24- Toulouse-10, 25- Toulouse-11, 26- Tournefeuille, 27- Villemur-sur-Tarn

| 16 | Toulouse-2         | Toulouse              | 58 335 (2022)    | Fraction de Toulouse     | partie de la commune de Toulouse située à l'intérieur d'un périmètre défini par l'axe des voies et limites suivantes : depuis la limite territoriale de la commune de Blagnac, cours du Touch, autoroute A 624, rocade A 620, avenue de Grande-Bretagne, avenue de Casselardit, rue des Fontaines, place du Ravelin, rue Marthe-Varsi, allées Charles-de-Fitte, cours de la Garonne, canal de Brienne, boulevard Armand-Duportal, boulevard Lascrosses, rue du Canon-d'Arcole, rue de la Paix, rue Danielle-Casanova, rue de Grèce, avenue Honoré-Serres, avenue des Minimes, avenue Frédéric-Estèbe, avenue de Mazades, rue de Négreneys, boulevard Pierre-et-Marie-Curie, boulevard Silvio-Trentin, boulevard de Suisse, avenue d'Elche, autoroute A 621, avenue Salvador-Dali, route de Blagnac, pont de Blagnac, jusqu'à la limite territoriale de la commune de Blagnac. |                                  |
| 17 | Toulouse-3         | Toulouse              | 51 453 (2022)    | Fraction de Toulouse     | Partie de la commune de Toulouse située à l'intérieur d'un périmètre défini par l'axe des voies et limites suivantes : canal de Brienne, boulevard Armand-Duportal, boulevard Lascrosses, rue du Canon-d'Arcole, rue de la Paix, rue Danielle-Casanova, rue de Grèce, avenue Honoré-Serres, avenue des Minimes, avenue Frédéric-Estèbe, avenue de Mazades, rue de Négreneys, boulevard Pierre-et-Marie-Curie, rue Pierre-Cazeneuve, rue Marie-Claire-de-Catellan, ligne de chemin de fer de Brive à Toulouse via Capdenac, rue du Faubourg-Bonnefoy, avenue de Lavaur, rue de Giroussens, chemin Maurice, rue de Périole, rue Saint-Louis, rue Frédéric-Petit, rue Jolimont, rue des Redoutes, avenue Yves-Brunaud, avenue Georges-Pompidou, boulevard de Marengo, pont Pompidou, boulevard de la Gare, rue de la Colombette, rue Maury, place de Danloup, rue Gabriel-Péri, rue des Sept-Troubadours, boulevard Lazare-Carnot, boulevard de Strasbourg, rue d'Alsace-Lorraine, rue de Metz, place Esquirol, pont Neuf, cours de la Garonne. |                                  |
| 18 | Toulouse-4         | Toulouse              | 51 564 (2022)    | Fraction de Toulouse     | Partie de la commune de Toulouse située à l'intérieur d'un périmètre défini par l'axe des voies et limites suivantes : rue de la Colombette, rue Maury, place de Danloup, rue Gabriel-Péri, rue des Sept-Troubadours, boulevard Lazare-Carnot, boulevard de Strasbourg, rue d'Alsace-Lorraine, rue de Metz, place Étienne-Esquirol, pont Neuf, cours de la Garonne, pont Saint-Michel, boulevard du Maréchal-Juin, boulevard des Récollets, boulevard André-Delacourtie, avenue Paul-Crampel, boulevard Bernard-Griffoul-Dorval, port Saint-Sauveur, avenue Jean-Rieux, rue Henri-Lanfant, rue Lucien-Cassagne, rue Marancin, rue Travot, avenue Raymond-Naves, avenue Camille-Pujol, avenue Jean-Chaubet, boulevard des Crêtes, impasse de Soupetard, avenue de la Gloire. |                                  |
| 19 | Toulouse-5         | Toulouse              | 47 326 (2022)    | Fraction de Toulouse     | Partie de la commune de Toulouse située au sud d'une ligne définie par l'axe des voies et limites suivantes : depuis la limite territoriale de la commune de Vieille-Toulouse, cours de la Garonne, pont Saint-Michel, boulevard du Maréchal-Juin, boulevard des Récollets, boulevard André-Delacourtie, avenue Paul-Crampel, rue du Sergent-Razat, rue du Midi, rue Léon-Bonnat, rue de Provence, avenue d'Italie, avenue du Lauragais, avenue Albert-Bedouce, canal du Midi jusqu'à la limite territoriale de la commune de Ramonville-Saint-Agne. |                                  |
| 20 | Toulouse-6         | Toulouse              | 60 832 (2022)    | Fraction de Toulouse     | Partie de la commune de Toulouse située au sud d'une ligne définie par l'axe des voies et limites suivantes : depuis la limite territoriale de la commune de Tournefeuille, chemin de Ramelet-Moundi, chemin de Corneillan, chemin Reboul, chemin du Marin, rue du Professeur-Gaston-Dupouy, avenue Gaspard-Coriolis, avenue Maurice-Magre, route de Saint-Simon, rue Alex-Coutet, avenue Louis-Bazerque, route de Saint-Simon, rocade A 620, rue Henri-Desbals, rue Jean-Mermoz, rue de la Faourette, ligne de chemin de fer de Sainte-Agne à Auch, boulevard Déodat-de-Séverac, pont de la Croix-de-Pierre, cours de la Garonne, autoroute A 620, cours de la Garonne, jusqu'à la limite territoriale de la commune de Vieille-Toulouse. |                                  |
| 21 | Toulouse-7         | Toulouse              | 63 493 (2022)    | 3 + fraction de Toulouse | 1° Les communes suivantes : Brax, Colomiers, Pibrac. 2° La partie de la commune de Toulouse située à l'ouest d'une ligne définie par l'axe des voies et limites suivantes : depuis la limite territoriale de la commune de Tournefeuille, avenue de Lardenne, rocade, autoroute A 624, cours du Touch, jusqu'à la limite territoriale de la commune de Blagnac. |                                  |
| 22 | Toulouse-8         | Toulouse              | 80 121 (2022)    | 1 + fraction de Toulouse | 1° La commune suivante : Launaguet. 2° La partie de la commune de Toulouse située au nord d'une ligne définie par l'axe des voies et limites suivantes : depuis la limite territoriale de la commune de Blagnac, pont de Blagnac, route de Blagnac, avenue Salvador-Dali, autoroute A621, avenue d'Elche, boulevard de Suisse, boulevard Silvio-Trentin, boulevard Pierre-et-Marie-Curie, rue Pierre-Cazeneuve, rue Marie-Claire-de-Catellan, ligne de chemin de fer de Brive à Toulouse via Capdenac, avenue d'Atlanta, route d'Albi, jusqu'à la limite territoriale de la commune de L'Union. |                                  |
| 23 | Toulouse-9         | Toulouse              | 57 925 (2022)    | 2 + fraction de Toulouse | 1° Les communes suivantes : Saint-Jean, l'Union. 2° La partie de la commune de Toulouse située à l'est d'une ligne définie par l'axe des voies et limites suivantes : depuis la limite territoriale de la commune de l'Union, route d'Albi, avenue d'Atlanta, ligne de chemin de fer de Brive à Toulouse via Capdenac, rue du Faubourg-Bonnefoy, avenue de Lavaur, rue de Giroussens, chemin Maurice, rue de Périole, rue Saint-Louis, rue Frédéric-Petit, rue Jolimont, rue des Redoutes, avenue Yves-Brunaud, avenue Georges-Pompidou, boulevard de Marengo, pont Pompidou, boulevard de la Gare, avenue de la Gloire, impasse de Soupetard, boulevard des Crêtes, avenue Jean-Chaubet, jusqu'à la limite territoriale de la commune de Balma. |                                  |
| 24 | Toulouse-10        | Toulouse              | 61 667 (2022)    | 9 + fraction de Toulouse | 1° Les communes suivantes : Balma, Beaupuy, Drémil-Lafage, Flourens, Mondouzil, Mons, Montrabé, Pin-Balma, Quint-Fonsegrives. 2° La partie de la commune de Toulouse située à l'intérieur d'un périmètre défini par l'axe des voies et limites suivantes : depuis la limite territoriale de la commune de Balma, avenue Jean-Chaubet, avenue Camille-Pujol, avenue Raymond-Naves, rue Travot, rue Marancin, rue Lucien-Cassagne, rue Henri-Lanfant, avenue Jean-Rieux, port Saint-Sauveur, boulevard Bernard-Griffoul-Dorval, ligne de chemin de fer de Toulouse à Bayonne, ligne de chemin de fer de Bordeaux à Sète, rue Louis-Vitet à partir de l'intersection avec la rue Marc-Seguin, rue Joseph-Thillet, rue Pierre-Brossolette, rue Noulet, rue Jules-Clarétie, rue du Docteur-Etienne-Gay, rue Perrey, rue Christiane, impasse Christiane, impasse Blancou, rue Jules-Léotard, rue Jean-Martin-Charcot, avenue Jean-Rieux, rue Édouard-Lartet, avenue Lucien-Baroux, allée de Limayrac, chemin de Limayrac, avenue Jean-Gonord, avenue de Castres, jusqu'à la limite territoriale de la commune de Balma. |                                  |
| 25 | Toulouse-11        | Toulouse              | 53 830 (2022)    | 1 + fraction de Toulouse | 1° La commune suivante : Ramonville-Saint-Agne. 2° La partie de la commune de Toulouse non incluse dans les cantons de Toulouse-1, Toulouse-2, Toulouse-3, Toulouse-4, Toulouse-5, Toulouse-6, Toulouse-7, Toulouse-8, Toulouse-9 et Toulouse-10. |                                  |
| 26 | Tournefeuille      | Tournefeuille         | 60 667 (2022)    | 3                        | Cugnaux, Tournefeuille, Villeneuve-Tolosane. |                                  |
| 27 | Villemur-sur-Tarn  | Villemur-sur-Tarn     | 47 270 (2022)    | 19                       | Bessières, Bondigoux, Le Born, Bouloc, Buzet-sur-Tarn, Castelnau-d'Estrétefonds, Cépet, Fronton, Gargas, Layrac-sur-Tarn, La Magdelaine-sur-Tarn, Mirepoix-sur-Tarn, Saint-Rustice, Saint-Sauveur, Vacquiers, Villaudric, Villematier, Villemur-sur-Tarn, Villeneuve-lès-Bouloc. |                                  |
|    |                    |                       | 1 456 261 (2022) | 586                      | |                                  |

### Répartition par arrondissement
Contrairement à l'ancien découpage où chaque canton était inclus à l'intérieur d'un seul arrondissement, le nouveau découpage territorial s'affranchit des limites des arrondissements. Certains cantons peuvent être composés de communes appartenant à des arrondissements différents. Dans le département de la Haute-Garonne, c'est le cas de trois cantons (Cazères, Escalquens, Plaisance-du-Touch).
Le tableau suivant présente la répartition par arrondissement :
| N° | Canton             | Muret | Saint-Gaudens | Toulouse              | Total                 |
| -- | ------------------ | ----- | ------------- | --------------------- | --------------------- |
| 1  | Auterive           | 47    |               |                       | 47                    |
| 2  | Bagnères-de-Luchon |       | 131           |                       | 131                   |
| 3  | Blagnac            |       |               | 6                     | 6                     |
| 4  | Castanet-Tolosan   |       |               | 15                    | 15                    |
| 5  | Castelginest       |       |               | 10                    | 10                    |
| 6  | Cazères            | 48    | 43            |                       | 91                    |
| 7  | Escalquens         | 1     |               | 34                    | 35                    |
| 8  | Léguevin           |       |               | 35                    | 35                    |
| 9  | Muret              | 9     |               |                       | 9                     |
| 10 | Pechbonnieu        |       |               | 26                    | 26                    |
| 11 | Plaisance-du-Touch | 9     |               | 1                     | 10                    |
| 12 | Portet-sur-Garonne | 12    |               |                       | 12                    |
| 13 | Revel              |       |               | 59                    | 59                    |
| 14 | Saint-Gaudens      |       | 61            |                       | 61                    |
| 15 | Toulouse-1         |       |               | fraction Toulouse     | fraction Toulouse     |
| 16 | Toulouse-2         |       |               | fraction Toulouse     | fraction Toulouse     |
| 17 | Toulouse-3         |       |               | fraction Toulouse     | fraction Toulouse     |
| 18 | Toulouse-4         |       |               | fraction Toulouse     | fraction Toulouse     |
| 19 | Toulouse-5         |       |               | fraction Toulouse     | fraction Toulouse     |
| 20 | Toulouse-6         |       |               | fraction Toulouse     | fraction Toulouse     |
| 21 | Toulouse-7         |       |               | 3 + fraction Toulouse | 3 + fraction Toulouse |
| 22 | Toulouse-8         |       |               | 1 + fraction Toulouse | 1 + fraction Toulouse |
| 23 | Toulouse-9         |       |               | 2 + fraction Toulouse | 2 + fraction Toulouse |
| 24 | Toulouse-10        |       |               | 9 + fraction Toulouse | 9 + fraction Toulouse |
| 25 | Toulouse-11        |       |               | 1 + fraction Toulouse | 1 + fraction Toulouse |
| 26 | Tournefeuille      |       |               | 3                     | 3                     |
| 27 | Villemur-sur-Tarn  |       |               | 19                    | 19                    |
|    |                    | 126   | 235           | 225                   | 586                   |